# 熹平石经

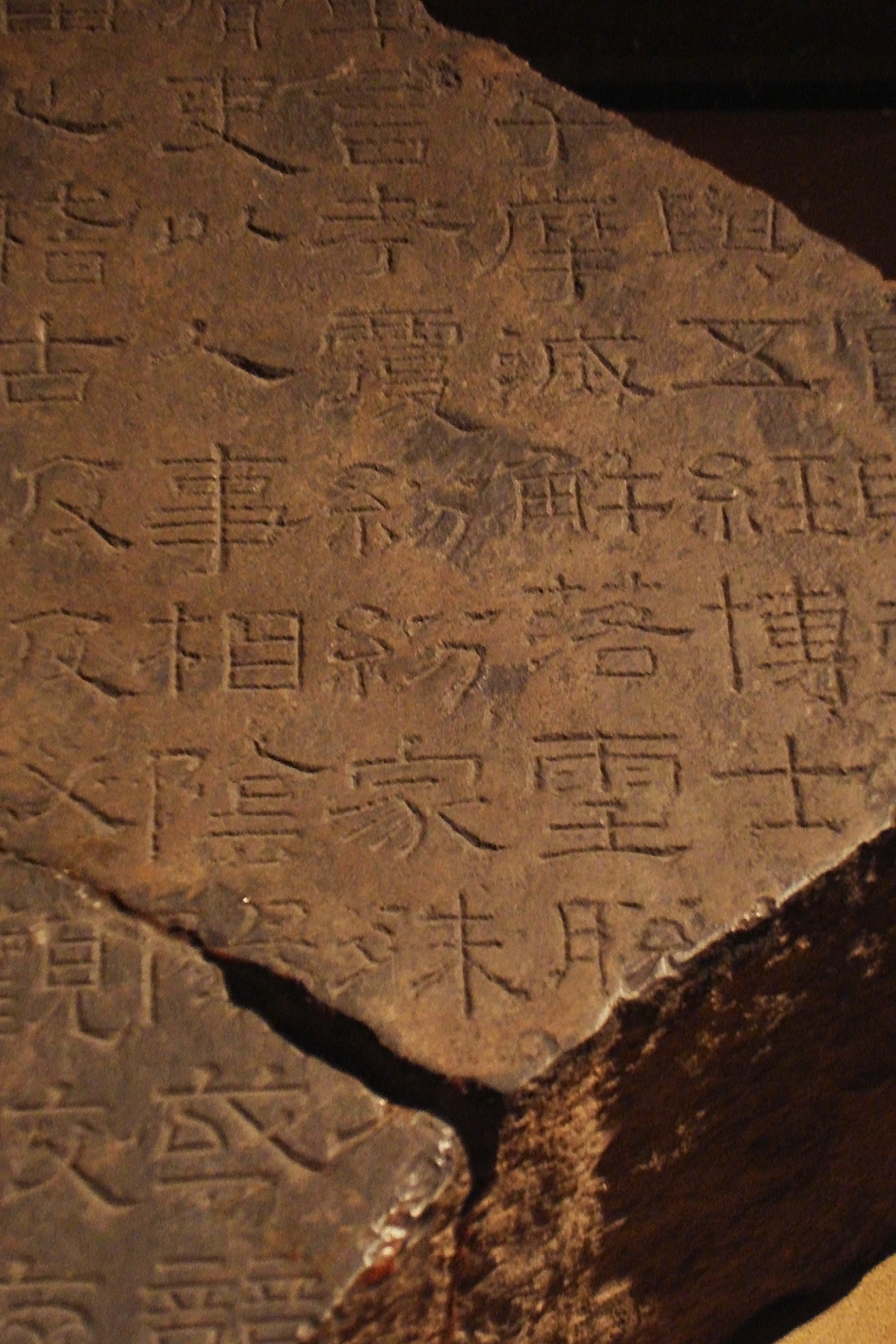
熹平石经残石，藏中国国家博物馆

熹平石经又稱“一字石經”、“一體石經”、“今字石經”，是刻于東漢靈帝熹平四年（175年）的石經，它是官方校定儒家“七经”的刻石，由蔡邕、颍川堂溪典、光禄大夫杨赐、谏议大夫马日磾等人书写，光和六年告成，立于洛阳城南太学门外，并列相接，共刻《易经》、《论语》、《尚书》、《春秋》、《公羊》、《鲁诗》、《仪礼》七种儒家经典。
熹平四年（175年），议郎蔡邕和中郎将堂溪典、光禄大夫杨赐、谏议大夫马日磾等人，鑑於当时儒家经籍因辗转传抄，多生谬弊，乃“奏求正定六经文字，灵帝许之”，蔡邕上奏後書冊於碑並使工鐫刻。光和六年共刻四十六石碑，前後历时九年刻成。南宋晁公武撰《石經考異》專門研究石經，但其書已佚；清代初年的顧炎武作《石經考》，万斯同作《石经考》。近人罗振玉的《汉熹平石经残字集录》，马衡的《汉石经集存》，張國淦有《历代石经考》。
熹平石经共四十六石，各高一丈许，宽四尺，两面刻字，共二十余万字，书法为汉隶成熟时期庙堂巨制的代表作，梁武帝《书评》云：“蔡邕书，骨气洞达，爽爽如有神力。”自刻成后几经战火，损坏严重，1922年在洛阳太学遗址出土残石百余块，现国立历史博物馆、中国国家博物馆、上海博物馆、陕西历史博物馆等处都有残石收藏。

熹平石经拓片
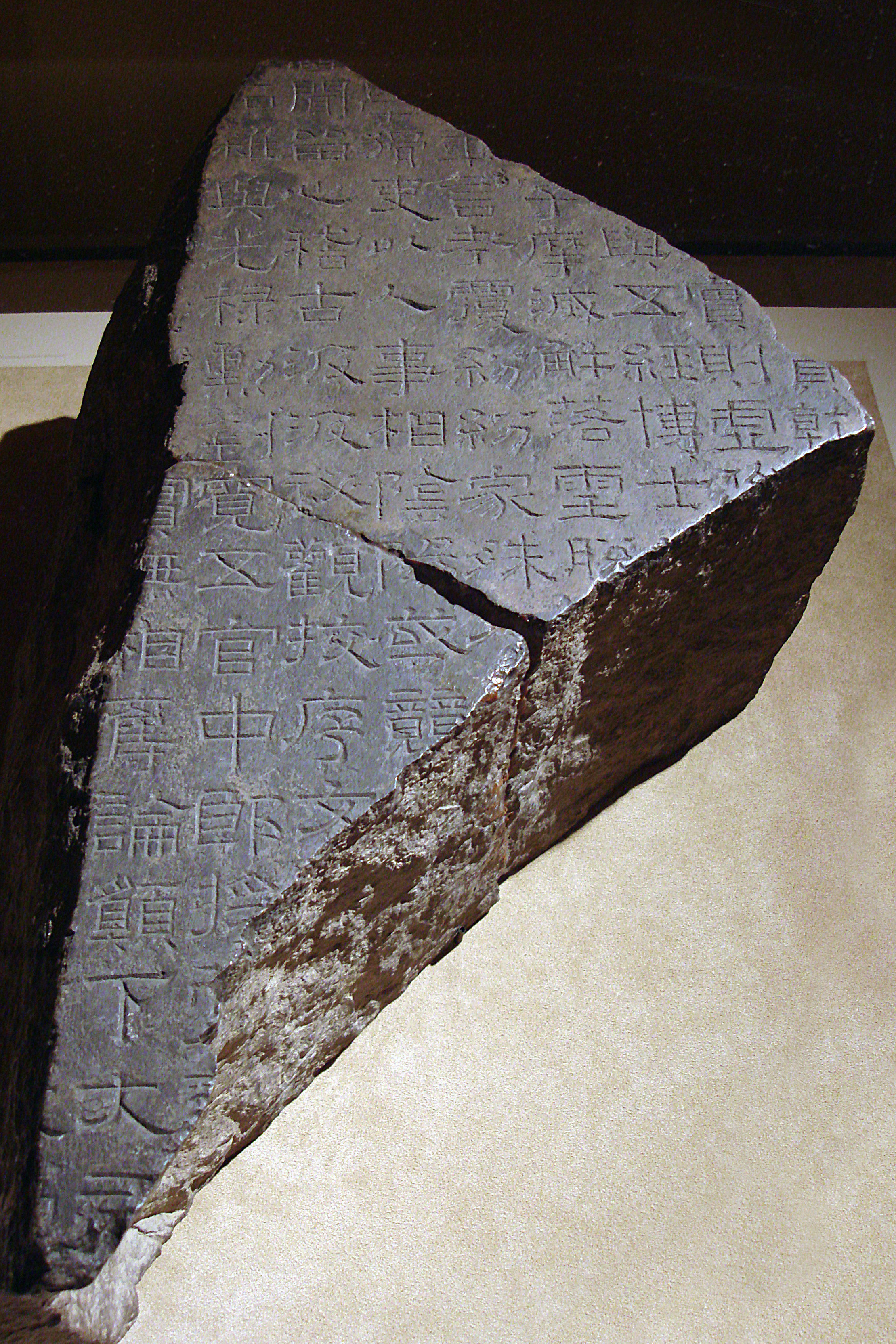
熹平石经残石，藏中国国家博物馆
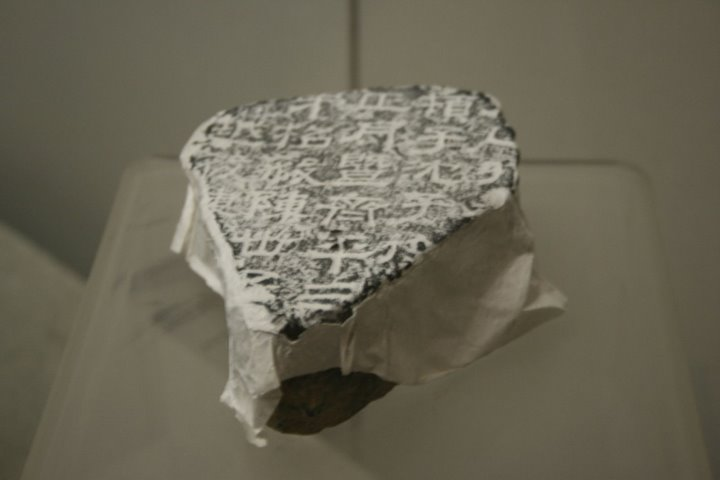
熹平石经残石，藏洛阳博物馆
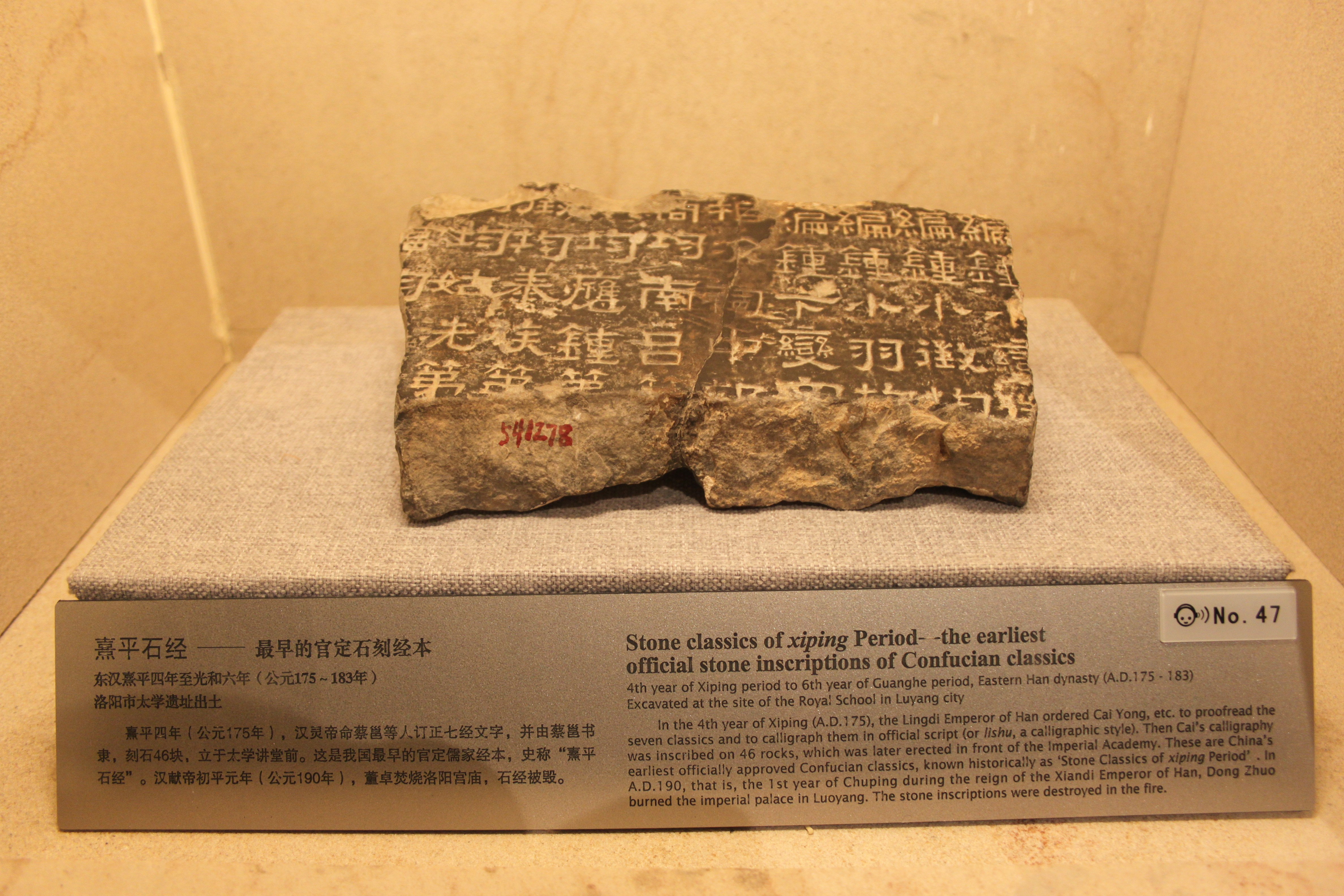
熹平石经残石，河南博物院藏
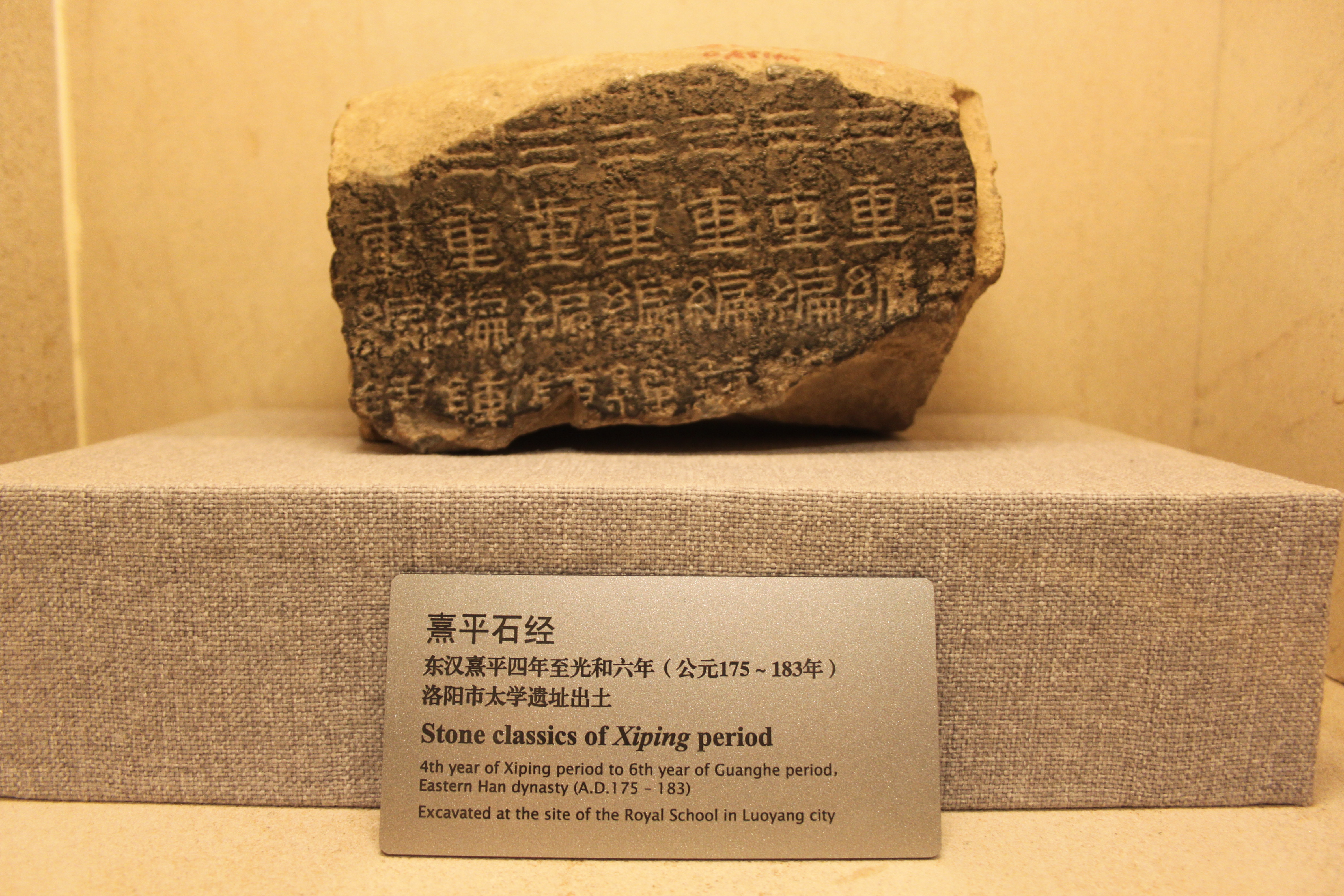
熹平石经残石，河南博物院藏
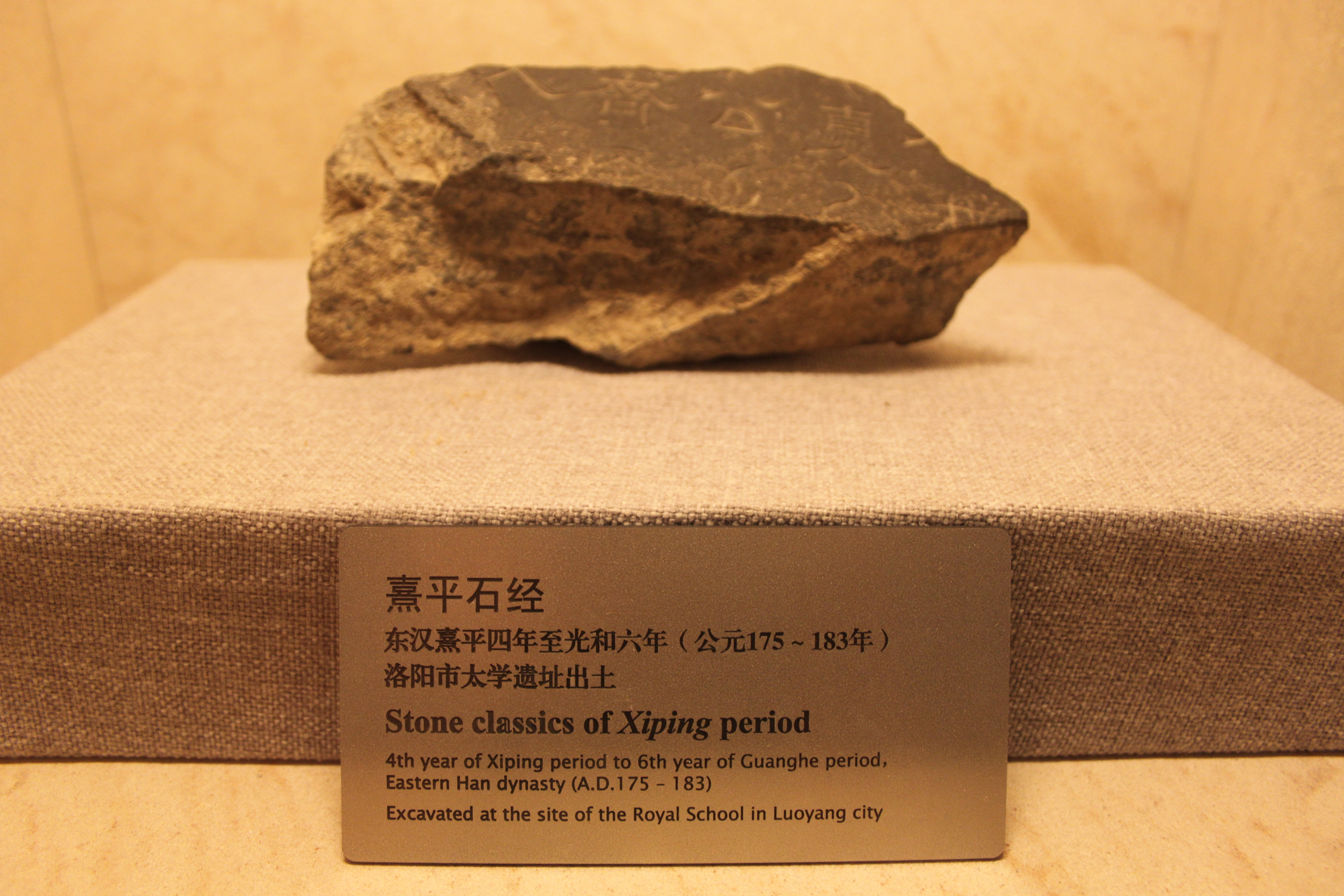
熹平石经残石，河南博物院藏
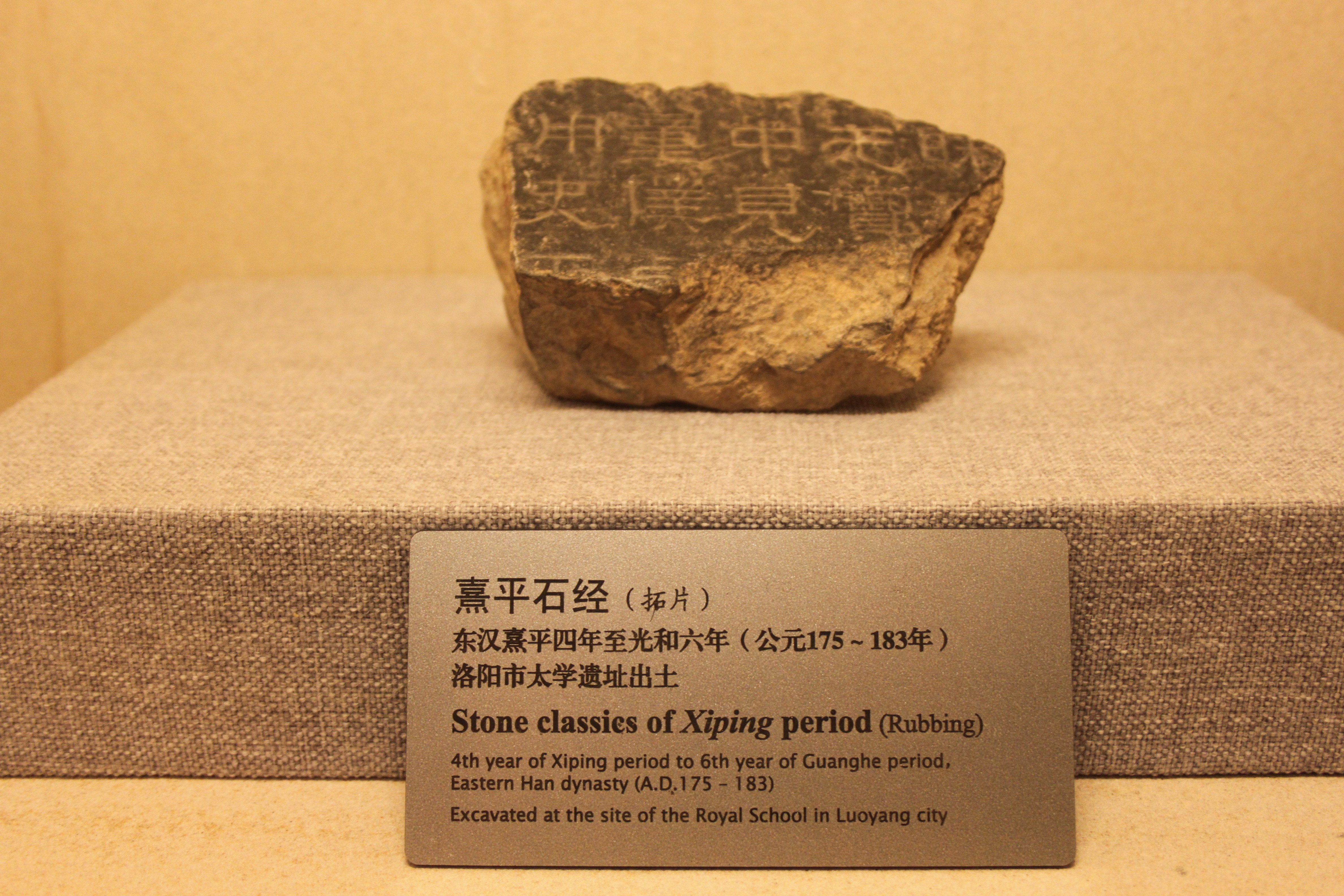
熹平石经残石，河南博物院藏
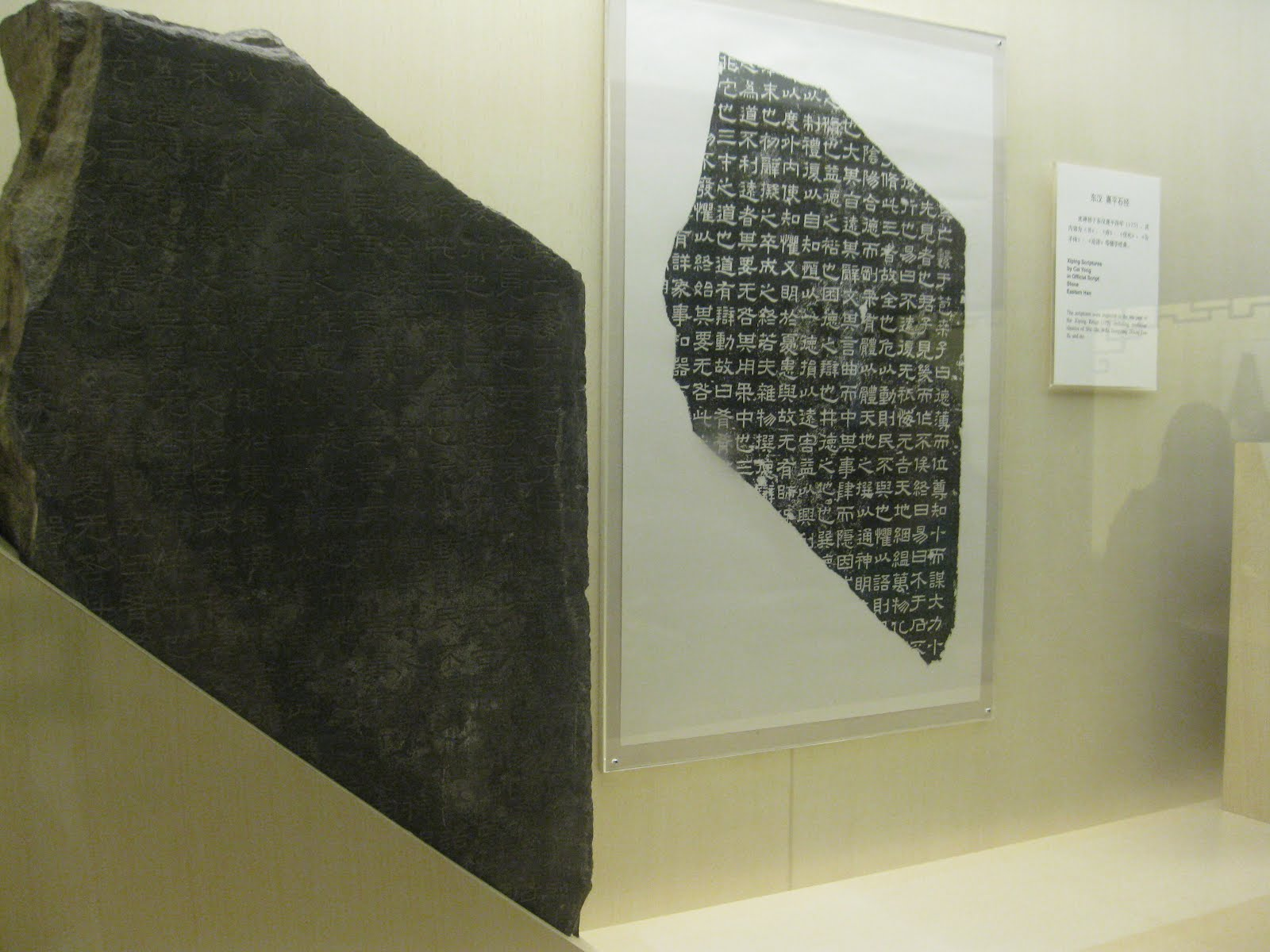
熹平石经残石，上海博物馆藏
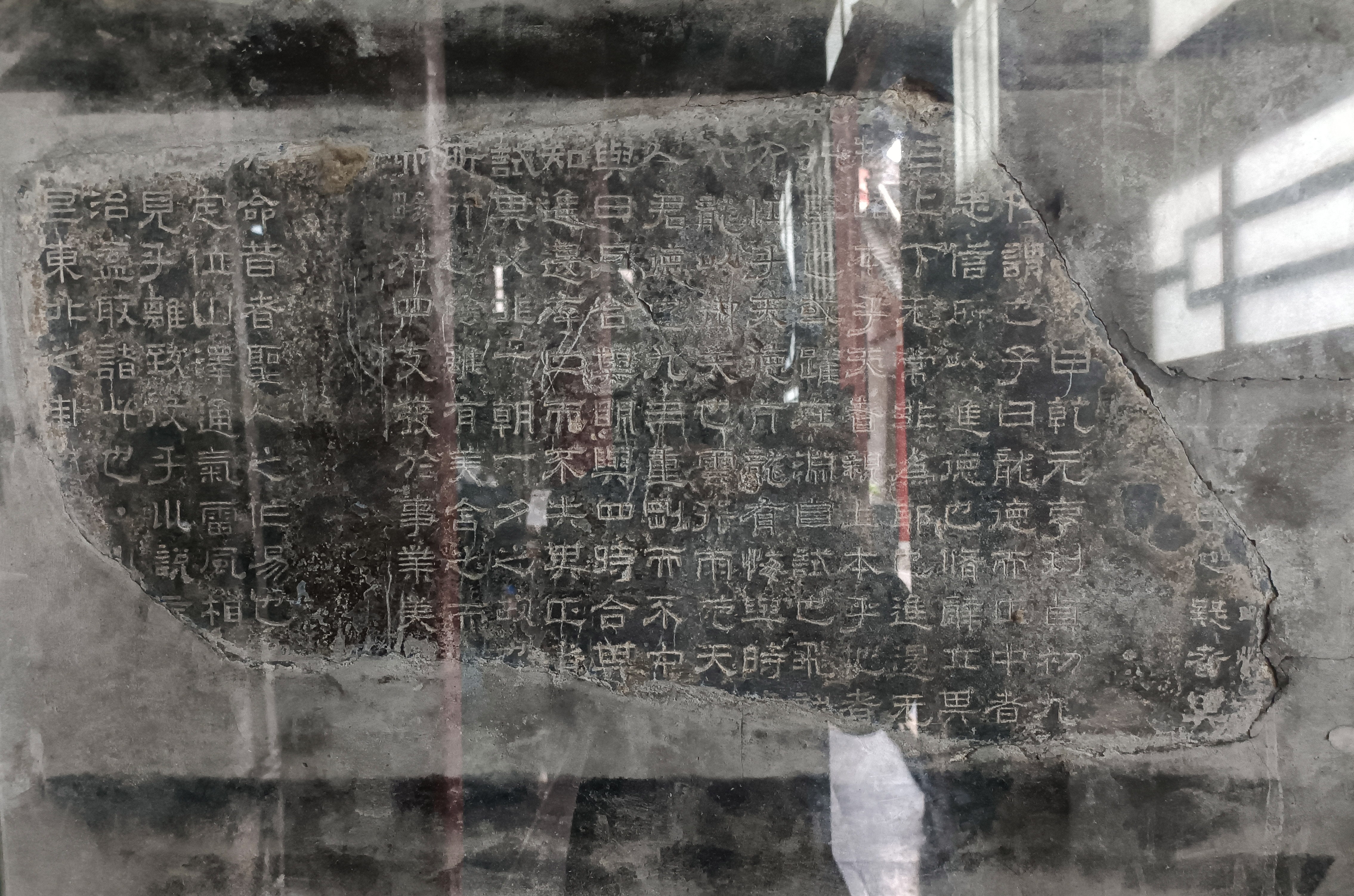
熹平石经·周易残石，西安碑林藏